# تپه جونو
تپه جونو مربوط به اواخرهزاره ۲ تا صدر اسلام است و در شهرستان مشهد، روستای متروکه جونو واقع شده و این اثر در تاریخ ۱۹ مرداد ۱۳۸۴ با شمارهٔ ثبت ۱۲۹۵۳ به‌عنوان یکی از آثار ملی ایران به ثبت رسیده است.